# Ananteris tresor
Espèce
Ananteris tresor est une espèce de scorpions de la famille des Ananteridae.

## Distribution
Cette espèce est endémique de Guyane. Elle se rencontre vers Roura sur la montagne de Kaw.

## Description
Le mâle holotype mesure 22,6 mm, les mâles mesurent de 20,7 à 22,6 mm et les femelles de 29,1 à 30,8 mm.

## Systématique et taxinomie
Cette espèce a été décrite par Ythier, Chevalier et Lourenço en 2020.

## Étymologie
Son nom d'espèce lui a été donné en référence au lieu de sa découverte, la réserve naturelle régionale Trésor.

## Publication originale
- Ythier, Chevalier & Lourenço, 2020 : « A synopsis of the genus Ananteris Thorell, 1891 (Scorpiones: Buthidae) in French Guiana, with description of four new species. » Arachnida – Rivista Aracnologica Italiana, vol. 28, p. 2-33.